# Júlia, a Velha
Júlia (em latim Iulia; 39 a.C. — 14) foi a única filha do imperador romano Augusto e da sua primeira esposa, Escribônia.

## Biografia
No ano que em Júlia nasceu, Augusto divorciou-se de Escribônia. Tal como se encontrava estabelecido em Roma, os filhos de um divórcio ficavam junto do pai. Júlia foi educada por Augusto e pela sua madrasta, Lívia Drusa, segundo padrões de austeridade: Augusto fazia questão de controlar as amizades da filha.
Em 25 a.C., Júlia casou com o seu primo, Marco Cláudio Marcelo (filho de Octávia) que faleceu em 23 a.C.. Dois anos depois, em 21 a.C., casou Marco Vipsânio Agripa, vinte anos mais velho e já casado por duas vezes, que viria a falecer a 12 a.C.. O casal teve cinco filhos: Caio César, Lúcio César, Júlia, Agripina e Agripa Póstumo (este último nascido depois da morte do pai, daí o nome "Póstumo", segundo o costume romano). Os três filhos de Júlia foram adoptados por Augusto, que procurava desta forma assegurar a sua sucessão.
Em 11 a.C., Júlia voltou a casar, desta vez com Tibério. O casamento foi uma imposição de Augusto, que ordenou a Tibério que se divorciasse da sua amada esposa, Vipsânia. Tibério detestava Júlia e depois do filho de ambos ter morrido precocemente, abandonou-a e mudou-se para Rodes no ano 6 a.C.
Júlia entregou-se a partir de então a uma série de casos amorosos com homens de Roma, entre os quais se encontrava o filho de Marco António, Julo António. De acordo com uma lenda aceita como fonte histórica, já levou 80.000 homens para a cama. Depois de uma investigação ter revelado estes casos,[carece de fontes?] Augusto, coerente com a lei que o próprio tinha ordenado sobre o adultério, exilou-a para a inóspita ilha de Pandatária. Apesar de ter sido separada da filha trinta e sete anos antes, Escribônia decidiu acompanhar Júlia para Pandatária, onde as duas viveriam até cerca de 3 d.C. Nesse ano, e perante uma certa impopularidade gerada pela atitude de Augusto, foi permitido às duas mulheres fixarem-se em Régio (atual Régio da Calábria). Augusto faleceu em 14 d.C., deixando claro no seu testamento que Júlia não deveria ser sepultada no seu mausoléu. A ascensão de Tibério como novo imperador dificultou ainda mais a vida de Júlia, uma vez que este ordenou que a antiga esposa ficasse confinada à sua casa, sem possibilidade de receber visitas. Júlia faleceu em 14 d.C.,aos 54 anos, isolada.